# Xã Pleasant, Quận Johnson, Indiana
Xã Pleasant (tiếng Anh: Pleasant Township) là một xã thuộc quận Johnson, tiểu bang Indiana, Hoa Kỳ. Năm 2010, dân số của xã này là 52.957 người.